# Uniscutosoma aberrans
Genre
Espèce
Uniscutosoma aberrans, unique représentant du genre Uniscutosoma, est une espèce éteinte d'araignées aranéomorphes de la famille des Tetrablemmidae.

## Distribution
Cette espèce a été découverte dans de l'ambre de Birmanie. Elle date du Crétacé.

## Publication originale
- (en) Wunderlich, On the evolution and the classification of spiders, the Mesozoic spider faunas, and descriptions of new Cretaceous taxa mainly in amber from Burmese (Burma) (Arachnida: Araneae), vol. 9, Beiträge zur Araneologie, 2015, p. 21–408.